# Frej Allbrandt
Frej Axel Kuno Allbrandt, ursprungligen Johansson, född 6 september 1887 i Sollefteå församling i Västernorrlands län, död 19 juni 1952 i Skeppsholms församling i Stockholms stad, var en svensk militär.

## Biografi
Efter studentexamen i Umeå 1905 avlade Allbrandt marinofficersexamen vid Sjökrigsskolan 1908 och utnämndes samma år till underlöjtnant i kustartilleriet. ”Vid genomgång av dåtidens s. k. underlöjtnantskurs vid Vaxholms kustartilleriregementes mineringsskola 1910 väcktes hans intresse för mintjänsten, åt vars teoretiska och praktiska sidor han sedermera kom att ägna huvudparten av sitt arbete och sina insatser.” Han befordrades till löjtnant 1912 samt gick Allmänna kursen vid Kungliga Sjökrigshögskolan 1912–1913 och Minkursen där 1913–1914. Han var chef för Norrlands mineringsavdelning 1916–1917 och kadettofficer vid Sjökrigsskolan 1917–1921 samt vikarierade som lärare på Sjökrigshögskolan 1918.
År 1918 befordrades han till kapten, varpå han tjänstgjorde vid Operationsavdelningen och Mobiliseringsavdelningen i Marinstaben 1918–1921. Han var chef för 8. kompaniet vid Vaxholms kustartilleriregemente 1921–1926 och chef för 6. kompaniet där 1926–1929. Åren 1929–1932 tjänstgjorde han vid Sjöförsvarets kommandoexpedition, varvid han fick i uppgift att överarbeta och slutföredra Reglemente för marinen. Del III, som under flera år hade varit under utarbetande. Detta reglemente fastställdes genom kungligt brev och generalorder den 29 maj 1931. År 1932 befordrades han till major, varefter han 1932–1936 var fortifikationschef vid Västra Hästholmsfort och 1932–1936 chef för I. bataljonen vid Karlskrona kustartilleriregemente tillika chef för underofficersskolan och mineringsskolan där. Han befordrades till överstelöjtnant 1935 och till överste 1936, varpå han var chef för Vaxholms kustartilleriregemente och artilleribefälhavare vid Vaxholms fästning 1936–1940. Åren 1937–1938 var han tillförordnad kommendant vid Vaxholms fästning.
Allbrandt entledigades av egen begäran från chefskapet för Vaxholms kustartilleriregemente 1940 på grund av ohälsa ”och förflyttades till överstelöjtnants beställning vid kustartilleriet med bibehållen tjänstegrad och löneställning”. Han kom nu att tjänstgöra i staben hos chefen för kustartilleriet (Kustartilleriinspektionen) och utarbetade bland annat en ny version av Minreglemente för kustartilleriet. Han var också ordförande i kustartilleriets uniformskommitté med anledning av vapenslagets övergång från blå till grå uniform. Omuniformeringen gav upphov till en mångfald av reglementen och andra bestämmelser, som också utarbetades av Allbrandt. Han pensionerades 1947.
Frej Allbrandt invaldes 1936 som ledamot av Kungliga Örlogsmannasällskapet.
Frej Allbrandt var son till förste lantmätaren Fredrik Johansson och Anna Allbrandt. Han gifte sig 1921 med Dagmar Carlson (född 1890). Frej Allbrandt begravdes på Skogskyrkogården i Stockholm.

## Utmärkelser
- Riddare av första klassen av Svärdsorden, 1929.[11]
- Riddare av första klassen av Vasaorden, 1932.[12]
- Kommendör av andra klassen av Svärdsorden, 15 november 1939.[13]